# Société mathématique de Hongrie
La Société mathématique de Hongrie ou Société mathématique János-Bolyai (en hongrois : János Bolyai Matematikai Társulat, BJMT) est la société professionnelle hongroise, des mathématiciens, des mathématiciens appliqués, et des professeurs de mathématiques. Elle est nommée d'après János Bolyai, mathématicien hongrois du XIXe siècle, co-découvreur de la géométrie non euclidienne. Cette société a été fondée en 1947, en tant que l'une des deux sociétés faisant suite à  la Société de Mathématique et de Physique (Matematikai és Fizikai Társulat) fondée en 1891. Elle est membre de la Société mathématique européenne.

## Les présidents de la Société
- László Rédei (1947-1949)
- György Alexits (en) (1949-1963)
- György Hajós (1963-1972)
- László Fejes Tóth (1972-1975)
- Pál Turán (1975-1976)
- János Surányi (1976-1980)
- Ákos Császár (1980-1990)
- András Hajnal (1990-1996)
- Imre Csiszár (1996-2006)
- Gyula O. H. Katona (2006-2018)
- Péter Pál Pálfy (2018-)

## Périodiques
La société publie les périodiques suivants :
- Középiskolai Matematikai és Fizikai Lapok (en) (KöMaL), mensuel pour les étudiants (depuis 1894).
- Matematikai Lapok, un journal contenant des articles et des rapports sur les activités de la Société (depuis 1950).
- Periodica Mathematica Hungarica, journal de recherche générale de mathématiques (depuis 1971).
- Combinatorica, un journal de publication de documents de recherche originaux dans le domaine de la combinatoire et de l'informatique (depuis 1981).

## Prix
- Prix commémoratif Manó Beke, à plus de 7 professeurs de mathématiques, dont Gyula Bereznai (depuis 1950)
- Prix commémoratif Géza Grünwald (en) pour les jeunes chercheurs (depuis 1953)
- Prix commémoratif Gyula Farkas à de jeunes chercheurs en mathématiques appliquées (depuis 1973)
- Médaille commémorative Tibor Szele pour les grands chercheurs qui ont créé des écoles scientifiques
- Prix commémoratif László Patai pour soutenir un étudiant ou un jeune chercheur (depuis 1994)
- Prix Julius König

## Concours
- la compétition mathématique József Kürschák pour les élèves du secondaire (depuis 1891)
- la compétition Miklós Schweitzer (en)